# ワレラン3世・ド・リュクサンブール (リニー伯)
ワレラン3世・ド・リュクサンブール（Waléran III de Luxembourg(-Ligny)、1357年頃 - 1415年4月15日）は、フランスの貴族、軍人。サン＝ポル伯、リニー伯、ルシーおよびボールヴォワールの領主（1371年 - 1415年）。サン＝ポル伯およびリニー伯ギーとその妻マオー・ド・シャティヨンの間の長男。

## 生涯
父の戦死後、フランス王シャルル5世に仕えて百年戦争に従軍したが、敵のイングランド軍の捕虜となって渡英した。虜囚中の1380年、初代ケント伯爵トマス・ホランドとジョーン・オブ・ケントの間の次女モード・ホランド（1392年没）とウィンザーにおいて結婚した。モードはイングランド王リチャード2世の異父姉にあたる。伯爵夫妻の一人娘ジャンヌ（1407年没）は、ブラバント公アントワーヌと結婚した。モードと死別後、ワレランは1393年にバル公ロベール1世の娘ボンヌ（1400年没）と再婚したが、間に子供は授からなかった。
1396年、シャルル6世に王女イザベルと義理の弟のイングランド王リチャード2世の結婚交渉を命じられた。その功績によりジェノヴァ総督に任命されている。やがてシャルル6世が精神を病むと、ワレランはブルゴーニュ公ジャン・サン・プールの忠実な支持者となった。1402年に水利・林業長官（Grand Maître des eaux et forêts）に、1410年にパリ軍事総督および王の酒杯係（Bouteillier de France）に、さらに1412年にはフランス軍総司令官に任命された。彼はパリで民兵部隊を組織し、ノルマンディーでアルマニャック派の軍勢と戦った。1413年、ワレランらのブルゴーニュ派はパリからの退却を余儀なくされた。
ワレランはその後まもなく死去し、サン＝ポル伯領およびリニー伯領は外孫のフィリップ・ド・サン＝ポルが相続した。

## 子女
最初の妻モード・ホランドとの間に娘を1人もうけた。
- ジャンヌ（1407年没） - 1402年、ブラバント公アントワーヌと結婚

また、2人の庶子をもうけた。
- ジャン（1466年没） - オーブールダン領主
- シモン（生没年不明）